# Gotzon Garate
Pour les articles homonymes, voir Gárate.
Gotzon Garate Goihartzun, né le 1er septembre 1934 à Elgoibar et mort le 8 octobre 2008 à Bilbao, est un jésuite, philosophe, philologue, linguiste et écrivain basque espagnol de langue basque.
Gotzon Garate s'inscrit dans le mouvement littéraire du naturalisme ou du réalisme initié en Europe par Honoré de Balzac ou Émile Zola en France. Ses romans ont lieu au Pays basque, à Bilbao, Bayonne ou Pampelune. Toutes ses œuvres sont écrites en basque unifié et il est aussi reconnu que Resurreccion Maria Azkue.

## Biographie
Docteur en philosophie par l'université Complutense de Madrid, diplômé en théologie catholique par l'Université d'Innsbruck en Autriche, diplômé en philologie romaine de l'université de Deusto à Bilbao et en études marxistes de l'université de Fribourg en Suisse.
Fondateur en 1976 des études de philologie basque au sein de l'université de Deusto, il fut aussi professeur docteur à la Faculté de philosophie et de lettres et maître de conférences en basque de la même université.
Romancier célèbre en langue basque unifiée, auteur de plus de 30 œuvres littéraires, créateur du roman noir basque où le centre du roman se situe à Bilbao, ville industrielle, économique et culturelle basque. Il créa le personnage célèbre, le détective Jon Bidart.
En 2004, il publia, avec l'aide de la BBK, son livre "Atsotitzak" ou Proverbes, 14 458 en basque, 5 208 en espagnol, 4 045 en anglais et 3 462 en latin, au total 27 173. Il commença les travaux en 1967 et après un recueil de refrains et d'expressions pendant 30 ans dans les maisons rurales des montagnes basques espagnoles et françaises, analysant les refrains des 8 dialectes du basque actuels existants, incluant les 2 dialectes du Pays basque français (navarro-labourdin et souletin).
En 2005 gagna le prix "Argizaiola" au salon du livre et du disque basques de Durango pour sa contribution à la culture et à la langue basque.
Il décède le 8 octobre 2008 à l'âge de 74 ans.